# Chen Hao

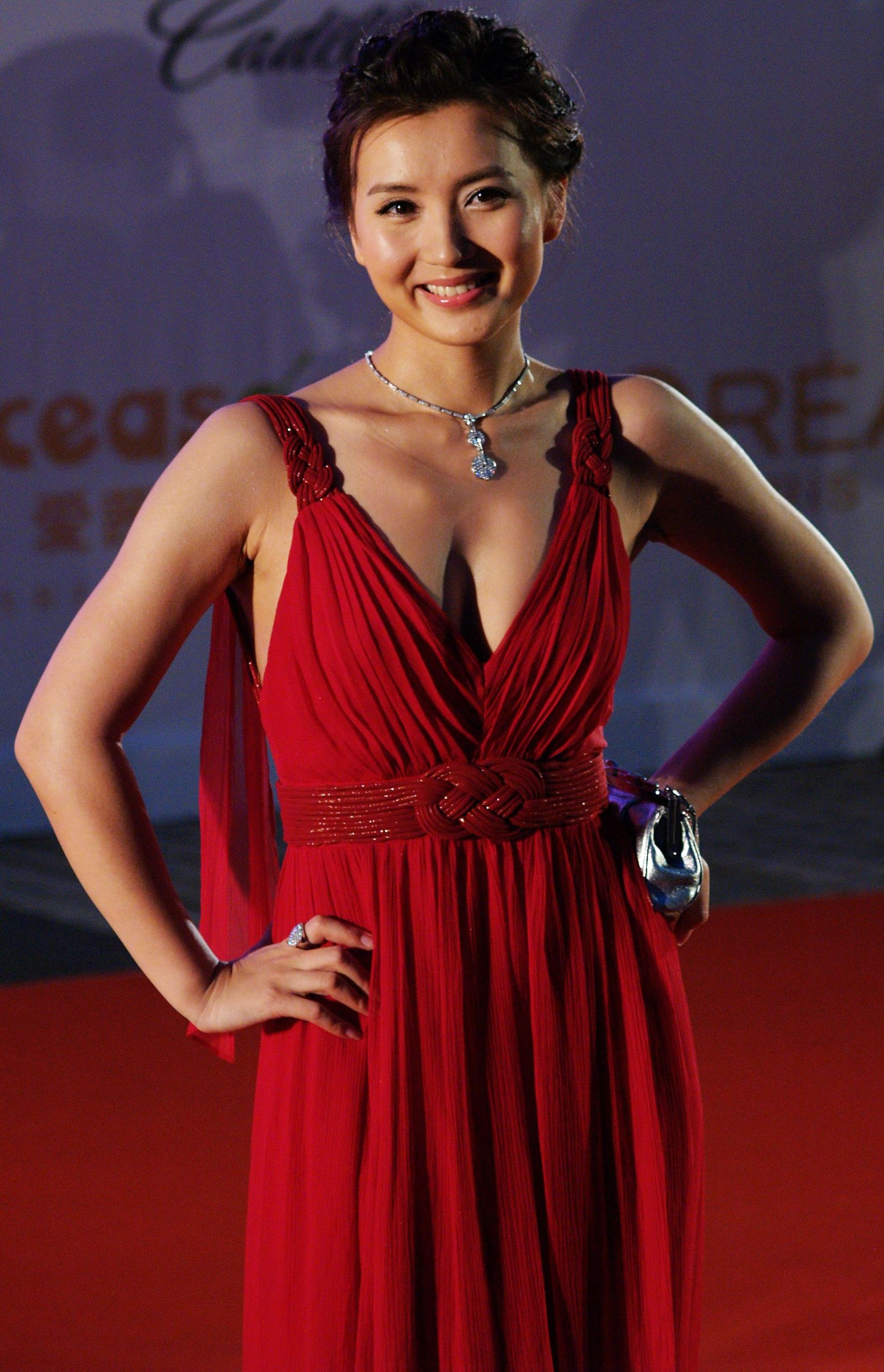
Chen Hao bei den Shanghai International Film Festival 2007

Chen Hao (chinesisch 陳好 / 陈好, Pinyin Chén Hào; * 9. Dezember 1979 in Qingdao, Shandong) ist eine chinesische Schauspielerin und Model.

## Biographie
Chen Hao studierte an der Central Academy of Drama in Peking Schauspielerei. Nach ihrem Studium hatte sie mehrere kleinere Rollen als Nebendarstellerin. Einen gewissen Bekanntheitsgrad bekam Hao im Jahr 1999, wo sie eine Rolle in Nashan naren nagou (那山那人那狗, englischer Titel: Postmen in the Mountains) hatte. Ihren endgültigen nationalen Durchbruch schaffte sie 2000 durch die TV-Serie Li Wei dang guan (李卫当官), in der sie die Hauptrolle spielte.

## Filmographie

### Filme
- (1992): Wu hu si hai, engl. Titel: Requital
- (1999): Nashan naren nagou, engl. Titel: Postmen in the Mountains
- (2005): Qiuqiu ni, biaoyang wo, engl. Titel: Gimme Kudos
- (2007): Seung chi sun tau, engl. Titel: Twins Mission
- (2009): Jian guo da ye, engl. Titel: The Founding of a Republic

### Fernsehserien
- (2000): Li Wei Dang Guan
- (2003): Tian long ba bu, engl. Titel: Demi-Gods and Semi-Devils
- (2010): San guo, engl. Titel: Three Kingdoms